# Aeroportul Ringi Cove
Aeroportul Ringi Cove (IATA: RIN, ICAO: AGRC) este un aeroport din Insulele Solomon.
aeroportul dispune de o singură pistă.